# 연당중학교
연당중학교(淵堂中學校)는 대한민국 강원특별자치도 영월군 남면 연당리에 있는 공립 중학교이다.

## 학교 연혁
- 1971년 12월 27일 : 연당중학교 설립인가(6학급)
- 1972년 3월 7일 : 개교 및 입학식 거행
- 1976년 3월 1일 : 학급 증설 인가(9학급)
- 1996년 3월 1일 : 학급 감축(3학급 편성)
- 2024년 3월 1일 : 특수학급 신설(1학급)
- 2024년 9월 1일 : 제26대 권오균 교장 부임
- 2025년 1월 2일 : 제51회 졸업식(졸업생 8명, 총 졸업생 총 2,729명)
- 2025년 3월 4일 : 입학식(신입생 6명)

## 참고 자료
- 연당중학교 - 한국교육학술정보원 학교알리미